# Paris Saint-Germain FC
Paris Saint-Germain Football Club (známý také jako Paris SG či PSG) je profesionální francouzský fotbalový klub sídlící v Paříži. Klub byl založen 12. srpna 1970. Vznikl díky dohodě dvou klubů z Paříže – Paris FC a Stade Saint-Germain, kteří ze svých nejlepších hráčů složili tento klub. PSG hraje od roku 1974 francouzskou nejvyšší soutěž Ligue 1 a je nejdéle nesestoupivší tým z této soutěže v historii. Během této doby získal 13× mistrovský titul v Ligue 1. Na domácí scéně získal klub 14× Coupe de France, 10× zvítězil v ligovém poháru a 13× ve francouzském Superpoháru. Spolu s Olympique de Marseille jsou jedinými francouzskými kluby, které vyhrály v některém z evropských pohárů (mimo Pohár Intertoto). Konkrétně získal Pohár vítězů pohárů v sezoně 1995/96.  A v roce 2025 získaly také svou první trofej Ligy Mistrů při výhře nad Interem Milán 5:0 a to jako druhý tým z Francie.V roce 1994 byl jmenován týmem roku podle Mezinárodní organizace fotbalových historiků IFFHS a v roce 1998 se dostal na první místo Žebříčku koeficientů UEFA. Klub vlastní katarská společnost Qatar Sports Investments.
Domovským stánkem klubu je od roku 1974 národní stadion francouzské fotbalové reprezentace s názvem Parc des Princes (česky Park princů) s kapacitou 46 480 diváků. Klub se ve Francii těší velké oblíbenosti. Dle posledního průzkumu mu fandí 11 % obyvatel, což ho řadí na druhé místo za Olympique de Marseille. Právě Marseille je největším rivalem Paris Saint-Germain a největším zápasem francouzského fotbalu.
V tomto klubu byla zanechána i česká stopa. Zatím posledním Čechem, který v PSG působil, byl obránce David Rozehnal.

## Historie
Klub byl založen 12. srpna 1970 sloučením klubů Stade Saint-Germain a Paris FC, za kterým stála skupina investorů. Do čtyř let od vzniku se PSG probilo mezi prvoligová mužstva. Během 80. let prožil klub éru prvotních úspěchů včetně mistrovského titulu číslo jedna roku 1986. Ještě předtím opanoval rovnou dva ročníky domácího poháru, a to v letech 1982 a 1983. Za výrazné postavy klubové historie platili prezidenti Daniel Hechter a Francis Borelli. Hvězdami trávníků byli Carlos Bianchi, Mustapha Dahleb, Luis Fernández, Dominique Rocheteau nebo Safet Sušić.
Pozitivní vývoj pokračoval 90. lety. V květnu 1991 se stala vlastníkem klubu televizní společnost Canal+. To zajistilo vyšší rozpočet a více peněz na případné posily. Při úspěšné jízdě Pohárem UEFA v ročníku 1992/93 zdolalo pařížské mužstvo řecký PAOK, italský Neapol, belgický Anderlecht Brusel a španělský Real Madrid. Konečnou bylo semifinále, kde PSG ve dvojzápase nestačilo na Juventus Turín. Do následující sezóny vkročilo PSG posílené o brazilského špílmachra jménem Raí, za něhož Pařížané zaplatili v přepočtu 5 milionů amerických dolarů. Ten měl vévodit sestavě složené z reprezentantů Francie jako byli David Ginola, Paul Le Guen, Vincent Guérin, Alain Roche, Bernard Lama a později Youri Djorkaeff a reprezentantů Brazílie jako byli kromě Raíe Leonardo, Ricardo a Valdo. K nim ještě přibyl liberijský útočník George Weah, jenž v průběhu pařížského angažmá obdržel Zlatý míč. Trenér Artur Jorge se postaral o druhý mistrovský titul Pařížanů, ačkoliv právě Raí se na evropských trávnících teprve hledal. Brazilce probudil nový trenér Luis Fernández, jehož svěřenci utvořili sérii 10 zápasů bez porážky a na konci další sezóny oslavili domácí double tvořený triumfy v domácích pohárech – Coupe de France a Coupe de la Ligue. Ligový pohár putoval do Paříže poprvé. V evropské Lize mistrů dosáhli vyřazením Bayernu Mnichov a Barcelony semifinále.
Následující sezóna 1995/96 – již bez forvarda Davida Ginoly – nabídla tažení evropským Pohárem vítězů pohárů, kde Pařížané při cestě do finále odklidili Celtik, Parmu a i Deportivo. Finálový soupeř Rapid Vídeň na Pařížany nestačil navzdory zranění Raího v průběhu zápasu, strůjcem těsné výhry 1:0 se stal Bruno N'Gotty. Nejen, že si klub zajistil první trofej na evropské frontě, stal se rovněž jediným francouzským vítězem Poháru vítězů pohárů. V roce 1997 se mužstvo přiblížilo obhajobě, ovšem tomuto scénáři ve finále zabránila Barcelona. Po sezóně 1997/98 se do Brazílii vrátil Raí, v Paříži ale zanechal další domácí pohárový double.
Spolu s dozníváním éry 90. let klub prožíval na trofeje lačné období, během něhož se objevily potíže s více radikálními fanoušky. Proti Galatasaray při zápase evropských pohárů v sezóně 2000/01 došlo ke vběhnutí fanoušků na hřiště, březnová situace dopadla zraněním 50 diváků a skoro 20 lidí bylo hospitalizováno. Nadějní hráči mířili jinam, to vše doprovázelo špatné řízení klubu. Po roce 2000 nastalo desetiletí bez ligového titulu, ačkoli v mužstvu působili v útoku platní fotbalisté jako Ronaldinho a Pauleta. V říjnu 2000 pařížský tým se svým soupeřem utvořil nový rekord v rámci Ligy mistrů UEFA týkající se počtu gólů v jednom zápase, když porazil norský Rosenborg 7:2. Rekord setrval tři roky. Koncem této dekády došlo k prodeji PSG ze strany společnosti Canal+.
Během dne 30. června 2011 koupila 70% podíl v klubu katarská společnost Qatar Sports Investments.
Mezi roky 2012 až 2013 se naplno projevila finanční síla PSG dovolující příchod zvučných posil. Do útoku dorazil z AC Milán Zlatan Ibrahimović, který se stal nejlépe placeným fotbalistou ligy.
Ze stejného milánského klubu přišel stoper Thiago Silva. Oba hvězdní hráči vyšli Pařížany na částku mezi 60 až 80 miliony eur.
Nadaný záložník Marco Verratti byl další posilou z italského prostředí za částku přibližně 10 milionů eur.
Ostatní posily zahrnovali hráče jako Ezequiel Lavezzi (křídlo), Lucas Moura (křídlo), Gregory van der Wiel (krajní obránce) a David Beckham (záložník).
V polovině ligového ročníku se PSG dělilo o nejvyšší příčku s Lyonem a Marseille, všechny tři týmy do té doby nasbíraly 38 bodů.
Po 30 kolech už Pařížané disponovali sedmibodovým náskokem a závěr zvládli na výbornou, když sedmkrát vyhráli a jen jednou remizovali. Ibrahimovićovy branky a asistence dvojice Javier Pastore a Jérémy Ménez a také 23 zápasů v Ligue 1 s čistým kontem sehrály klíčovou roli v zisku titulu.
Pařížský celek vkročil do sezóny 2017/18 rekordně posílen o brazilskou ofenzivní hvězdu Neymara a
monackou hvězdu z posledního roku Kyliana Mbappého, kteří měli podpořit hrotového útočníka Édinsona Cavaniho. Opory Ángel Di María, Marco Verratti, Julian Draxler, Javier Pastore a Thiago Silva v mužstvu zůstaly.
Během ligového srpna svěřenci kouče Emeryho třikrát vyhráli – 2:0 nad Amiens, 3:0 nad Guingampem a 6:2 nad Toulouse.

Ve dvou zářijových zápasech Ligy mistrů Paříž zdolala Celtic 5:0 na jeho hřišti a Bayern Mnichov 3:0 na vlastním a pro oba tak připravila jejich historickou prohru v Evropě.
V pátém zápase porazila doma Celtic 7:1, pro klub to byla nejvyšší výhra v jakékoli evropské soutěži.
Po postupu do čtvrtfinále se PSG chopilo vedení 4:0 nad Barcelonou, odvetné utkání na Camp Nou ale přišel kolaps a prohra 1:6 a tudíž vyřazení.
Na domácí půdě Emery dotáhl mužstvo ke treblu, když získal domácí pohár, ligový pohár a první místo v lize 13 bodů před AS Monako.
Před ročníkem 2018/19 se role kouče chopil Thomas Tuchel. Na začátku srpna se tým v čínském Šen-čenu utkal o francouzský superpohár Trophée des champions a PSG v tomto utkání porazilo AS Monako 4:0. Novými posilami se stala jména jako gólman a mistr světa Gianluigi Buffon a obránce Thilo Kehrer. Úvodní zářijové utkání Ligy mistrů se Pařížané vydali do Liverpoolu, kde anglickému soupeři podlehli 2:3.
Na domácím hřišti naopak 2:1 vyhráli a společně s Liverpoolem postoupili ze skupiny zahrnující též Neapol a CZ Bělehrad.
Osmifinále přineslo opakující se neúspěch, když tým nenavázal na příznivý výsledek z Old Trafford a doma padl s Manchesterem United 1:3.
Na konci dubna vkročilo PSG do finále domácího poháru jako favorit a proti Rennes se dostalo po 20 minutách do vedení 2:0, ovšem
soupeř dokázal srovnat na 2:2 a po nerozhodnutém prodloužení uspěl v penaltovém rozstřelu 6:5. PSG prohrálo finálový zápas poprvé od roku 2011 a prováhalo příležitost zisku čtvrtého double v pěti letech.
Vyjma superpoháru triumfovalo PSG na ligové půdě, kde si zajistilo prvenství s předstihem.
Trenér Tuchel prodloužil spolupráci a jeho spory se sportovním ředitelem Antero Henriquem ustaly s odchodem druhého jmenovaného, jehož nástupcem se stal bývalý fotbalista Leonardo.
Na poli francouzského fotbalu mělo být PSG znovu favoritem s novými posilami v podobách záložníků jako Idrissa Gueye, Ander Herrera a Pablo Sarabia. Zatímco u Neymara a Cavaniho hrozil odchod, respektive prodej, třetí z útočného tria Mbappé na sebe vzal zodpovědnost za střílení gólů a nakonec jich zaznamenal 18 a přidal k nim sedm asistencí. Mbappému sekundoval Di María, do nejlepšího týmu roku Ligue 1 se vedle nich z Pařížanů zařadili také Thiago Silva a Marco Verratti. Na úvod skupinové fáze Ligy mistrů tým vyhrál nad Realem Madrid 3:0 díky gólům Di Maríi (2×) a Meuniera aniž by soupeř vystřelil na bránu.
Na jaře překonal osmifinále proti Dortmundu, brzy ale vypukla krize okolo covidu-19, která zastavila i dění ve fotbale. Na konci dubna bylo rozhodnuto o oficiálním konci sezóny, čímž titul připadl právě vedoucímu PSG na základě bodového průměru na jeden zápas. Do konce sezóny zbývalo zápasů devět. V závěru července léta 2020 se dohrálo finále ligového poháru, během něhož hráči PSG vyhráli nad Saint-Étienne, aby následně zhotovili domácí treble triumfem nad Lyonem na penalty o několik dní později. V dohrávané Lize mistrů odvrátili čtvrtfinálové vyřazení ze strany Atalanty až po 90. minutě, když dvěma góly otočili výsledek na 2:1. Klub se do semifinále Ligy mistrů vrátil po 25 letech, kvůli pandemii se stejně jako s Atalantou hrálo na jeden zápas. Proti Lipsku vyhrál tým 1:0 opět po gólu Marquinhose a i ve 34. zápase evropských pohárů v řadě našli Pařížané cestu ke gólu. Tato řada skončila finálovým zápasem s neporaženým Bayernem Mnichov, který francouzský tým porazil 1:0.

## Klubová kultura

### Rivalita s Olympique Marseille
Francouzské Clásico je střetem severu s jihem a zároveň pařížských „vyvolených“ s marseillskými „zlobivci“. Oba jsou jedinými kluby z Francie s evropskou trofejí a nejpopulárnějšími celky v zemi. První vzájemný zápas se datuje do roku 1971 a vítězem se stalo Marseille po výsledku 4:2. Vzhledem k mládí pařížského spolku je nevraživost v derby relativně nová záležitost, která se ujala v polovině 80. let, kdy nabrala na intenzitě v důsledku vzestupu PSG na domácí scéně. Pařížský kabinet trofejí vyvolal reakci na jihu, tím spíše ligová sezóna 1988/89, ve které se dvojice střetla v boji o titul. Zápas na stadionu Vélodrome tři kola před koncem měl rozhodnout a přestože skóre 0:0 vyhovovalo hostům, gólová rána domácího Francka Sauzéeho přihrála tři body právě Marseille. Ta vybojovala první titul po takřka 20 letech.
Pařížská spolupráce s Canal+ a aktivita marseillského Bernarda Tapieho umožnily v 90. letech oběma klubům značně posílit i o zahraniční hvězdy. Jihofrancouzský klub roku 1993 uspěl ve finále premiérové Lize mistrů UEFA a o tři dny později – 29. května 1993 – čelil svému rivalovi z hlavního města. Navzdory tomu, že PSG otevřelo skóre, inkasovalo třikrát a prohrálo. Napříč 90. léty ani nedokázalo na jihu situovaného soupeře porazit, ten ovšem dvě sezóny strávil ve druhé ligové soutěži. Až roku 1999 výhrou zabránilo Marseille v zisku titulu, který připadl Bordeaux. Pařížské mužstvo drželo mezi roky 2002 až 2004 sérii osmi výher nad hráči Marseille včetně třech výher v roce 2003. Jednu ze dvou venkovních výher toho roku zařídil Ronaldinho, výrazně podepsaný pod výhrou 3:0. Dominantní silou Ligue 1 se stal Olympique Lyon, kluby z Paříže a Marseille ovšem sehrály pohárové finále roku 2008 a hráči z hlavního města, navzdory sestupovým starostem, vyhráli 2:1 i díky gólu Vikashe Dhorasoo.

## Získané trofeje

### Vyhrané domácí soutěže
- 1. francouzská liga ( 13× )[34]

(1985/86, 1993/94, 2012/13, 2013/14, 2014/15, 2015/16, 2017/18, 2018/19, 2019/20, 2021/22, 2022/23, 2023/24, 2024/25)
- 2. francouzská liga ( 1× )

(1970/71)
- Francouzský národní pohár ( 14× )[35]

(1981/82, 1982/83, 1992/93, 1994/95, 1997/98, 2003/04, 2005/06, 2009/10, 2014/15, 2015/16, 2016/17, 2017/18, 2019/20, 2020/21)
- Francouzský ligový pohár ( 9× )[36]

(1994/95, 1997/98, 2007/08, 2013/14, 2014/15, 2015/16, 2016/17, 2017/18, 2019/20, 2020/21, 2023/24, 2024/25)
- Francouzský superpohár ( 13× )

(1995, 1998, 2013, 2014, 2015, 2016, 2017, 2018, 2019, 2020, 2022,2023, 2024)

### Vyhrané mezinárodní soutěže
- Pohár mistrů evropských zemí / Liga mistrů UEFA ( 1× )
  - 2024/25
- Pohár vítězů pohárů ( 1× )

(1995/96)
- Pohár Intertoto ( 1× )[39]

(2001)
- Superpohár UEFA ( 1× )
- 2025

## Hráči

### Aktuální soupiska
Aktuální k 08.05.2025
| Číslo |             | Pozice | Hráč                 |
| ----- | ----------- | ------ | -------------------- |
| 1     | Itálie      | B      | Gianluigi Donnarumma |
| 2     | Maroko      | O      | Achraf Hakimi        |
| 3     | Francie     | O      | Presnel Kimpembe     |
| 5     | Brazílie    | O      | Marquinhos (kapitán) |
| 7     | Gruzie      | Ú      | Chviča Kvaracchelija |
| 8     | Španělsko   | Z      | Fabián Ruiz          |
| 9     | Portugalsko | Ú      | Gonçalo Ramos        |
| 10    | Francie     | Ú      | Ousmane Dembélé      |
| 14    | Francie     | Ú      | Désiré Doué          |
| 17    | Portugalsko | Z      | Vitinha              |
| 19    | Jižní Korea | Z      | Lee Kang-in          |
| 21    | Francie     | O      | Lucas Hernández      |

| Číslo |             | Pozice | Hráč               |
| ----- | ----------- | ------ | ------------------ |
| 24    | Francie     | Z      | Senny Mayulu       |
| 25    | Portugalsko | O      | Nuno Mendes        |
| 29    | Francie     | Ú      | Bradley Barcola    |
| 33    | Francie     | Z      | Warren Zaïre-Emery |
| 35    | Brazílie    | O      | Lucas Beraldo      |
| 39    | Rusko       | B      | Matvěj Safonov     |
| 42    | Francie     | O      | Yoram Zague        |
| 45    | Maroko      | O      | Naoufel El Hannach |
| 49    | Francie     | Ú      | Ibrahim Mbaye      |
| 51    | Venezuela   | O      | Willian Pacho      |
| 80    | Španělsko   | B      | Arnau Tenas        |
| 87    | Portugalsko | Z      | João Neves         |

### Hráči na hostování[42]
| Číslo |           | Pozice | Hráč                                                     |
| ----- | --------- | ------ | -------------------------------------------------------- |
| —     | Francie   | B      | Lucas Lavallée (v Aubagne FC do 30. června 2025)         |
| —     | Slovensko | O      | Milan Škriniar (v Fenerbahce do 30. června 2025)         |
| —     | Francie   | O      | Nordi Mukiele (v Bayer 04 Leverkusen do 30. června 2025) |
| —     | Brazílie  | Z      | Gabriel Moscardo (v Stade Reims do 30. června 2025)      |
| —     | Španělsko | Z      | Carlos Soler (v West Ham do 30. června 2025)             |

| Číslo |             | Pozice | Hráč                                                |
| ----- | ----------- | ------ | --------------------------------------------------- |
| —     | Brazílie    | Z      | Gabriel Moscardo (v Stade Reims do 30. června 2025) |
| —     | Portugalsko | Z      | Renato Sanches (v Benfica do 30. června 2025)       |
| —     | Francie     | Ú      | Randal Kolo Muani (v Juventus do 30. června 2025)   |
| —     | Španělsko   | Ú      | Marco Asensio (v Aston Villa FC do 30. června 2025) |
| —     | Maroko      | Ú      | Ilyes Housni (v Le Havre AC do 30. června 2025)     |

### Významní hráči
| - Gabriel Heinze - Javier Pastore - Juan Pablo Sorín - Lionel Messi - Lorik Cana - Nenê - Neymar - Raí - Ronaldinho - Thiago Silva - David Rozehnal - Youri Djorkaeff |  | - Nicolas Anelka - Vikash Dhorasoo - Edouard Cissé - Pierre-Alain Frau - David N´Gog - Mickaël Landreau - Jéróme Rothen - Grégory Coupet - Claude Makélélé - Ludovic Giuly - Kylian Mbappé - George Weah |  | - Christian Rodriguez - Mario Yepes - Sammy Traoré - Jay-Jay Okocha - Bonaventure Kalou - Pauleta - Daniel Ljuboja - Mateja Kežman - David Beckham - Zlatan Ibrahimović - Edinson Cavani - Marco Verratti |

## Trenéři

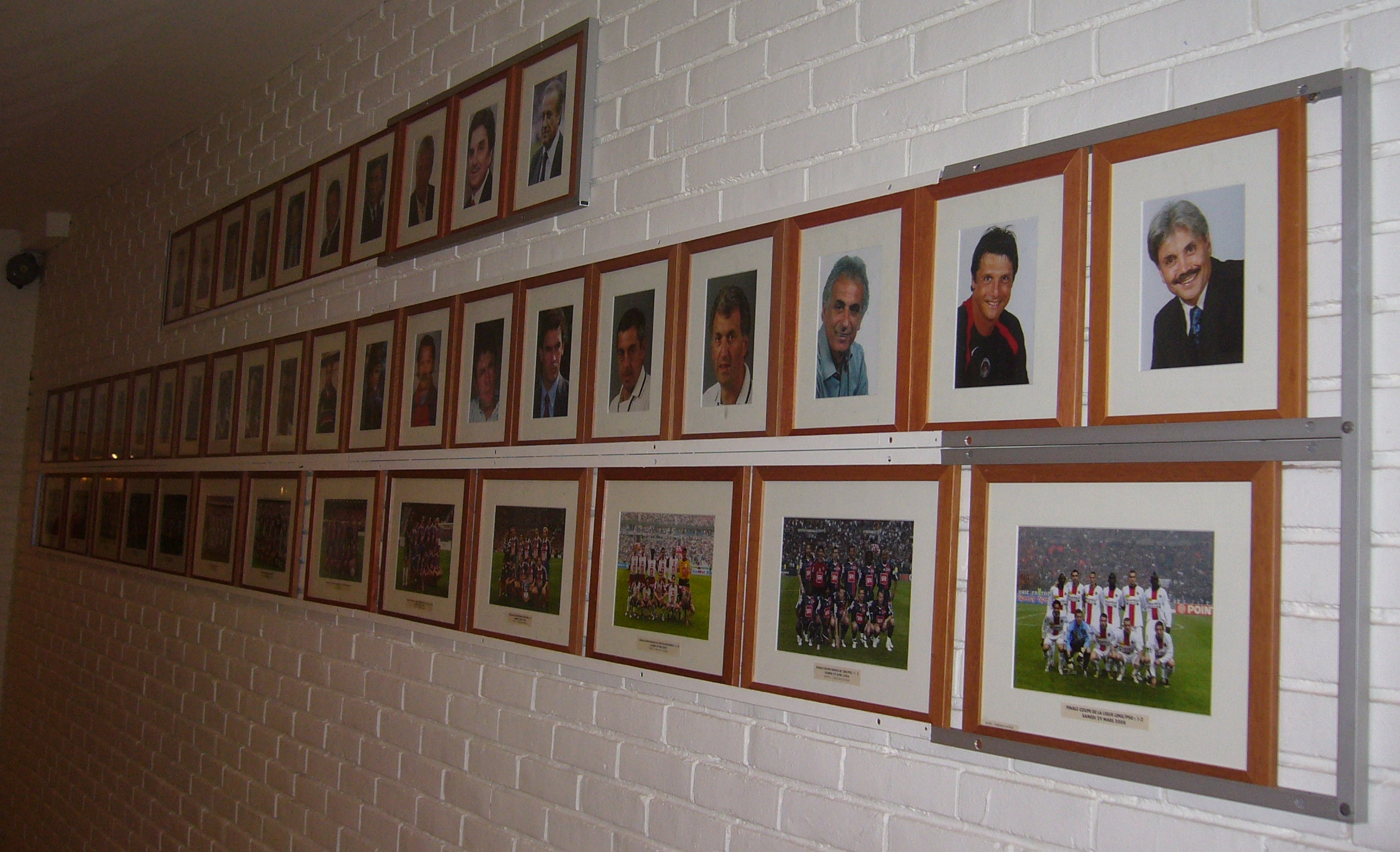
Stěna trenérů Pařížského klubu

### Současný realizační tým
| Trenérský tým               | Trenérský tým                |
| Pozice                      | Jméno                        |
| --------------------------- | ---------------------------- |
| Hlavní trenér               | Luis Enrique Martínez García |
| Asistent trenéra 1          | Rafel Pol                    |
| Asistent trenéra 2          | Aitor Unzué                  |
| Psycholog                   | Joaquín Valdés               |
| Trenér brankářů             | Borja Álvarez                |
| Asistent trenéra brankářů   | Jean-Luc Aubert              |
| Kondiční trenér             | Pedro Gómez                  |
| Asistent kondičního trenéra | Alberto Piernas              |

### Seznam trenérů PSG
| - Pierre Phelipon (1970–72) - Robert Vicot (1972–75) - Just Fontaine (1973–76) - Velibor Vasovic (1976–77 a 1978–79) - Jean-Michel Larqué (1977–78) - Pierre Alonzo (1976–77 a 1978–80) - Georges Peyroche (1979–83 a 1984–85) - Lucien Leduc (1983–84) - Christian Coste (1984–85) - Gérard Houllier (1985–88) - Erick Mombaerts (1988) - Tomislav Ivić (1988–90) - Henri Michel (1990–91) - Artur Jorge (1991–94 a 1998–99) - Luis Fernandez (1994–96 a 2000–03) |  | - Ricardo Gomes (1996–98) - Alain Giresse (1998) - Philippe Bergeroo (1999–2000) - Vahid Halilhodžić (2003–05) - Laurent Fournier (2005–06) - Guy Lacombe (2006–07) - Paul Le Guen (2007–09) - Antoine Kombouaré (2009–2011) - Carlo Ancelotti (2011–2013) - Laurent Blanc (2013–2016) - Unai Emery (2016–2018) - Thomas Tuchel (2018–2020) - Mauricio Pochettino (2020–2021) - Christophe Galtier (2021-2023) - Luis Enrique Martínez García (od 2023) |